# Frędzla

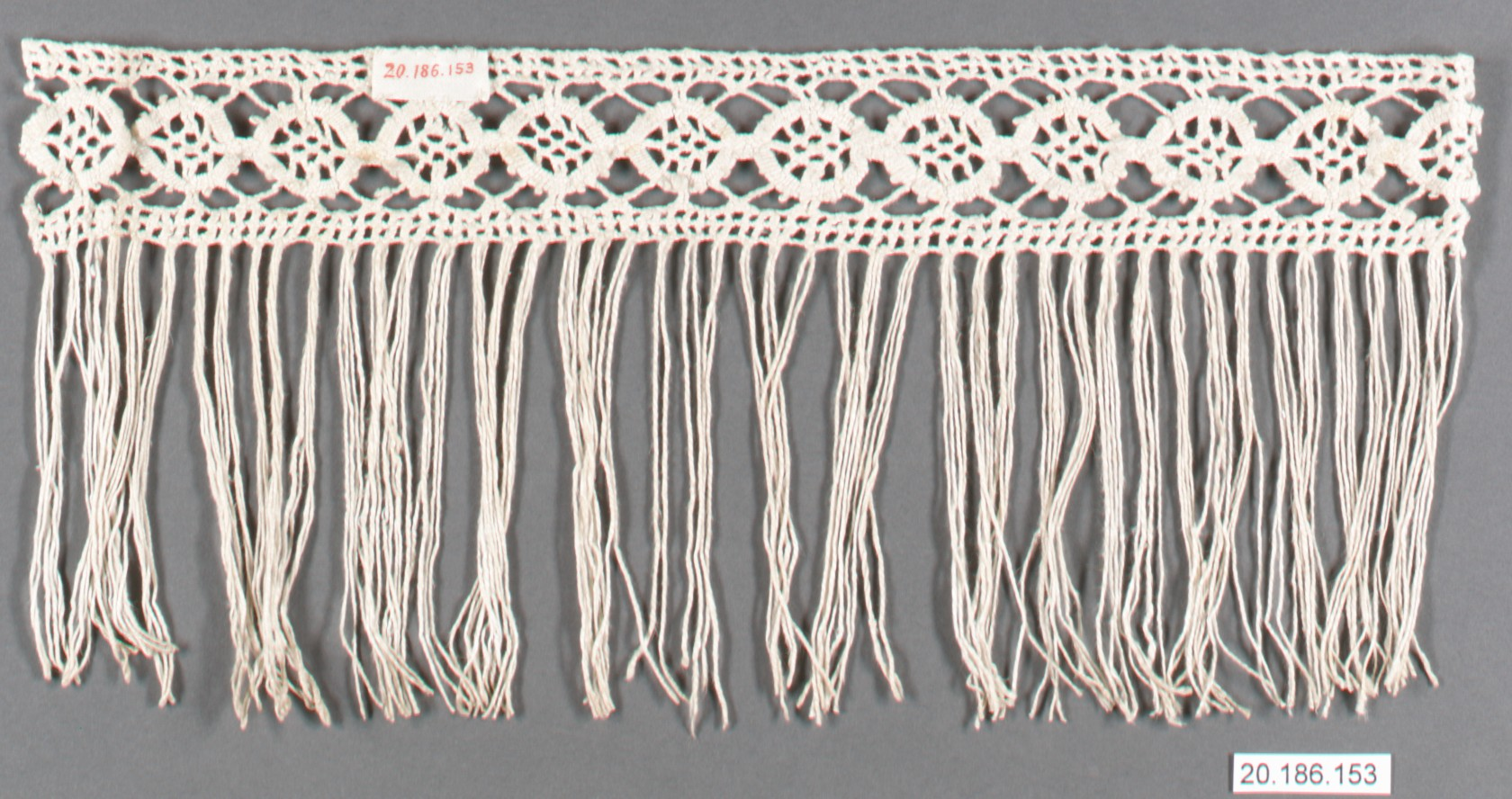
Frędzle

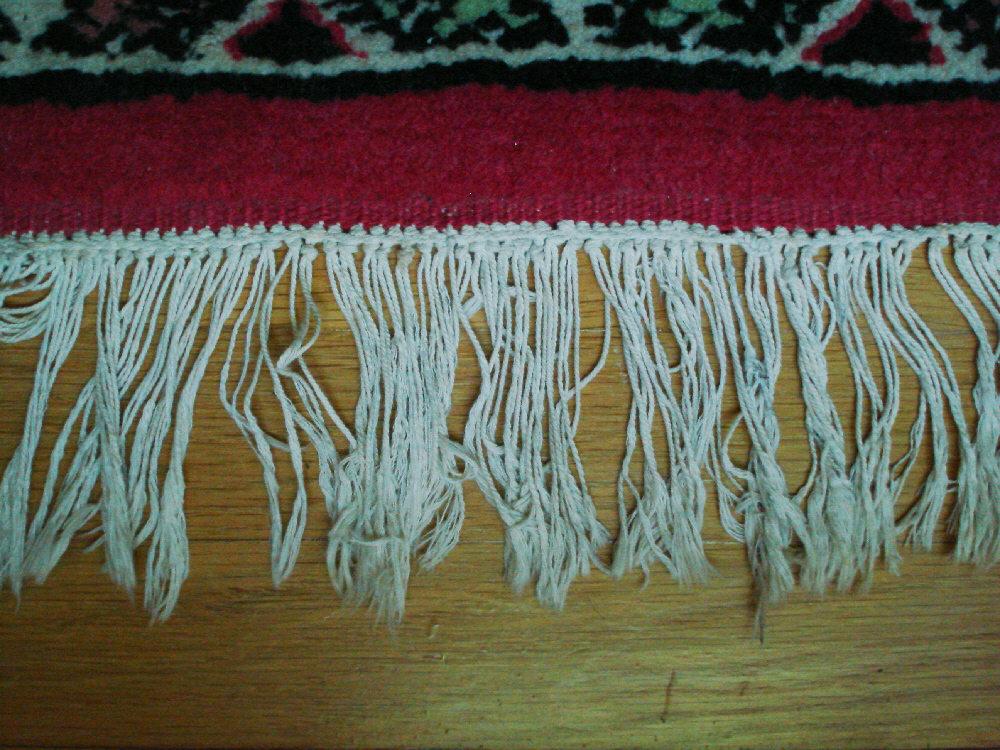
Brzeg dywanu z frędzlami

Frędzla, frędzel (z niem. Franse, Fränsel) – luźno zwisające nitki, będące ozdobnym wykończeniem ubioru i innych wyrobów tkackich. Także wyrób pasmanteryjny wykonywany z różnych rodzajów przędzy w postaci taśmy z luźno zwisającymi z jednaj strony nitkami. 
Frędzle jako pozostałe po tkaniu nici osnowy stanowią wykończenie dywanów. Są używane do zdobienia sztandarów, dawniej także szarf wojskowych.  
Frędzle zwane cyces są elementem rytualnego stroju żydowskiego. 